# Золотая малина (премия, 2008)
28-я церемония вручения наград премии «Золотая малина» за сомнительные заслуги в области кинематографа за 2007 год состоялась в Санта-Монике, штат Калифорния, 23 февраля 2008 года.
Номинанты на премию стали известны 21 января 2008 года.

## Лауреаты и номинанты
| Лауреаты — выделены отдельным цветом. |

| Категория                                  | Фотографии лауреатов                                                                                 | Лауреаты и номинанты                                         |
| ------------------------------------------ | --- | ------------------------------------------------------------ |
| Худший фильм                               | | • «Я знаю, кто убил меня»                                    |
| Худший фильм                               | • «Дежурный папа: Летний лагерь»                                                                     |                                                              |
| Худший фильм                               | • «Уловки Норбита»                                                                                   |                                                              |
| Худший фильм                               | • «Чак и Ларри: Пожарная свадьба»                                                                    |                                                              |
| Худший фильм                               | • «Братц»                                                                                            |                                                              |
| Худшая мужская роль                        | | • Эдди Мерфи за фильм «Уловки Норбита»                       |
| Худшая мужская роль                        | • Николас Кейдж за фильм «Призрачный гонщик»                                                         |                                                              |
| Худшая мужская роль                        | • Джим Керри за фильм «Роковое число 23»                                                             |                                                              |
| Худшая мужская роль                        | • Кьюба Гудинг мл. за фильм «Дежурный папа: Летний лагерь»                                           |                                                              |
| Худшая мужская роль                        | • Адам Сэндлер за фильм «Чак и Ларри: Пожарная свадьба»                                              |                                                              |
| Худшая женская роль                        | | • Линдси Лохан за фильм «Я знаю, кто убил меня»              |
| Худшая женская роль                        | • Дайан Китон за фильм «Потому что я так хочу»                                                       |                                                              |
| Худшая женская роль                        | • Джессика Альба за фильм «Наркоз»                                                                   |                                                              |
| Худшая женская роль                        | • Элиша Катберт за фильм «Похищение»                                                                 |                                                              |
| Худшая женская роль                        | • Джанель Пэрриш, Скайлер Шэй, Наталия Рамос и Логан Браунинг за фильм «Братц»                       |                                                              |
| Худшая мужская роль второго плана          | | • Эдди Мерфи за фильм «Уловки Норбита»                       |
| Худшая мужская роль второго плана          | • Джон Войт за фильм «Братц»                                                                         |                                                              |
| Худшая мужская роль второго плана          | • Роб Шнайдер за фильм «Чак и Ларри: Пожарная свадьба»                                               |                                                              |
| Худшая мужская роль второго плана          | • Орландо Блум за фильм «Пираты Карибского моря: На краю Света»                                      |                                                              |
| Худшая мужская роль второго плана          | • Кевин Джеймс за фильм «Чак и Ларри: Пожарная свадьба»                                              |                                                              |
| Худшая женская роль второго плана          | | • Эдди Мерфи за фильм «Уловки Норбита»                       |
| Худшая женская роль второго плана          | • Джулия Ормонд за фильм «Я знаю, кто убил меня»                                                     |                                                              |
| Худшая женская роль второго плана          | • Кармен Электра за фильм «Очень эпическое кино»                                                     |                                                              |
| Худшая женская роль второго плана          | • Николетт Шеридан за фильм «По прозвищу „Чистильщик“»                                               |                                                              |
| Худшая женская роль второго плана          | • Джессика Бил за фильм «Чак и Ларри: Пожарная свадьба»                                              |                                                              |
| Худший актёрский дуэт                      | | • Линдси Лохан и Линдси Лохан за фильм Я знаю, кто убил меня |
| Худший актёрский дуэт                      | • Джессика Альба и Хейден Кристенсен за фильм Наркоз                                                 |                                                              |
| Худший актёрский дуэт                      | • Эдди Мерфи и Эдди Мерфи за фильм Уловки Норбита                                                    |                                                              |
| Худший актёрский дуэт                      | • Адам Сэндлер и Кевин Джеймс или Адам Сэндлер и Джессика Бил за фильм Чак и Ларри: Пожарная свадьба |                                                              |
| Худший актёрский дуэт                      | • Любая комбинация двух персонажей — Братц                                                           |                                                              |
| Худший приквел, сиквел, ремейк или плагиат | | • «Дежурный папа: Летний лагерь»                             |
| Худший приквел, сиквел, ремейк или плагиат | • «Чужие против Хищника: Реквием»                                                                    |                                                              |
| Худший приквел, сиквел, ремейк или плагиат | • «Эван всемогущий»                                                                                  |                                                              |
| Худший приквел, сиквел, ремейк или плагиат | • «Ганнибал: Восхождение»                                                                            |                                                              |
| Худший приквел, сиквел, ремейк или плагиат | • «Хостел 2»                                                                                         |                                                              |
| Худший режиссёр                            | | • Крис Сивертсон за фильм «Я знаю, кто убил меня»            |
| Худший режиссёр                            | • Фред Сэвадж за фильм «Дежурный папа: Летний лагерь»                                                |                                                              |
| Худший режиссёр                            | • Брайан Роббинс за фильм «Уловки Норбита»                                                           |                                                              |
| Худший режиссёр                            | • Деннис Дуган за фильм «Чак и Ларри: Пожарная свадьба»                                              |                                                              |
| Худший режиссёр                            | • Ролан Жоффе за фильм «Похищение»                                                                   |                                                              |
| Худший сценарий                            | | • «Я знаю, кто убил меня»                                    |
| Худший сценарий                            | • «Уловки Норбита»                                                                                   |                                                              |
| Худший сценарий                            | • «Чак и Ларри: Пожарная свадьба»                                                                    |                                                              |
| Худший сценарий                            | • «Очень эпическое кино»                                                                             |                                                              |
| Худший сценарий                            | • «Дежурный папа: Летний лагерь»                                                                     |                                                              |
| Худшее оправдание для фильма ужасов        | | • «Я знаю, кто убил меня»                                    |
| Худшее оправдание для фильма ужасов        | • «Чужие против Хищника: Реквием»                                                                    |                                                              |
| Худшее оправдание для фильма ужасов        | • «Похищение»                                                                                        |                                                              |
| Худшее оправдание для фильма ужасов        | • «Ганнибал: Восхождение»                                                                            |                                                              |
| Худшее оправдание для фильма ужасов        | • «Хостел 2»                                                                                         |                                                              |